# Журавль (фильм)
«Журавль» (яп. つる －鶴－, Цуру; англ. Crane) — фильм-сказка режиссёра Кона Итикавы, вышедший на экраны в 1988 году. Экранизация японской народной сказки «Благодарность журавля».

## Сюжет
В давние-давние времена жил бедный мужик по имени Тайдзю. Однажды вечером, когда шёл сильный снег, к нему пришла красивая гостья. Она назвалась Цуру и сказала, что пришла, чтобы стать его женой. У Тайдзю была больная мать Юра, прикованная к постели. Цуру бьла трудолюбивой женщиной. Она привела избу в порядок и заботливо ухаживала за свекровью. Однажды она увидела ткацкий станок, которым прежде пользовалась старуха, и попросила дать его ей поткать. Но при этом она попросила, чтобы никто не заглядывал к ней в кладовую, когда она будет работать. Цуру работала не покладая рук, без сна и отдыха, и на следующее утро показала ткань невиданной красоты. Тайдзю немедленно побежал продавать ткань местному старосте Ханава. Он даже не заметил, что его жена немного похудела.
Хитрый мужик Умаэмон сообразил, что на этом деле можно нажиться, и предложил простодушному Тайдзю, чтобы тот заставил жену соткать ещё один отрез такой ткани. Старухе Юра не давал покоя вопрос: кто её невестка и откуда она пришла. Но невестка отвечала только, что она выросла в горах и что она сирота. Больше о себе она ничего не говорила. Благодаря ткани, сотканной Цуру, Тайдзю и его мать стали жить лучше.
Однажды Тайдзю вызвал к себе староста и потребовал, чтобы его жена соткала ещё одну красивую ткань. Цуру отказалась, сославшись на то, что такую ткань можно соткать только один раз в жизни. Но, пожалев Тайдзю, она все же решилась ткать, хотя это могло ей стоить жизни. Она и на этот раз строго наказала, чтобы не заглядывали к ней, когда она будет работать. Но наступило следующее утро, а Цуру по-прежнему продолжала работать. Тайдзю не утерпел и заглянул к ней. И увидел он не свою прекрасную жену, а ткущую у станка птицу — журавля.

## В ролях
- Саюри Ёсинага — Цуру
- Хидэки Нода — Тайдзю
- Кирин Кики — старуха Юра
- Такудзо Каватани — Умаэмон
- Митиё Ёкояма — Нами
- Бунта Сугавара — староста Ханава
- Кёко Кисида — Китиби
- Кодзи Исидзака — рассказчик (голос за кадром)

## Премьеры
- — 21 мая 1988 года состоялась национальная премьера фильма в Токио[1].
- — в СССР фильм демонстрировался в 1988 году в Ленинграде, Находке и в Тбилиси в рамках XXII фестиваля японских кинофильмов.

## Награды и номинации
Кинопремия Японской Академии
- 12-я церемония вручения премии (1989)[2]

Выиграны:
- Премия за лучшее исполнение главной женской роли — Саюри Ёсинага

Номинации в категориях:
- за лучшее исполнение мужской роли второго плана — Такудзо Каватани
- за лучшее исполнение женской роли второго плана — Кирин Кики
- за лучшую работу художника-постановщика — Сэцу Асакура, Цунэо Симура